# L'Amour fou (chanson)
Pour les articles homonymes, voir L'Amour fou (homonymie).
Singles de Indochine
La belle et la bête
(2024)
L'Amour fou est une chanson du groupe de rock français Indochine sortie le 25 avril 2025, en tant que troisième single de leur quatorzième album Babel Babel.

## Composition et enregistrement
La chanson est composée par Nicola Sirkis et Olivier Gérard et écrite par Nicola Sirkis.
Ce troisième single évoque l'amour d'un homme pour la femme qu'il a aimée. Cela peut faire écho à d'anciennes relations amoureuses de l'artiste.

## Clip vidéo
Le clip vidéo réalisé par le célèbre photographe américain David LaChapelle sort le 7 mai 2025. Il met en scène l'amour d'un homme et d’une femme au Mexique, sous forme de comédie musicale. Le groupe, étant en tournée, n’apparaît pas dans le clip. Le réalisateur dévoile une anecdote amusante, en révélant que les deux acteurs sont tombés amoureux pendant le tournage.

## Diffusion
Le clip vidéo est diffusé en avant-première au cinéma avant chaque séance dans les Cinémas Pathé, du 30 avril au 6 mai 2025.